# David Gedin
Per Johan David Gedin, född 9 april 1960, är docent i litteraturvetenskap vid Uppsala universitet och ordförande för Strindbergssällskapet 2017-2024.

### Redaktörskap i urval
- August Strindberg und die Aufklärung, red. Karin Hoff, David Gedin, Königshausen & Neumann, Würtzburg, 2020. ISBN 978-3-8260-6907-9.
- De tecknade seriernas språk. Uttryck och form, red. David Gedin, Skrifter utgivna av Avdelningen för litteratursociologi vid Litteraturvetenskapliga institutionen i Uppsala Nr 70, Gedin & Balzamos Förlag, Stockholm 2017. [[ISBN|ISBN 978-91-639-4183-2]], ISSN 0349-1145.
- Arvet efter Strindberg/The Strindberg Legacy. Elva bidrag från den artonde internationella Strindbergskonferensen, red. David Gedin, Roland Lysell, Willmar Sauter, Per Stam, Acta universitatis Stockholmiensis 56, Stockholm 2014. ISBN 978-91-87235-98-6 / ISBN 978-91-87235-97-9 (e-bok). ISSN. 0491-0869.
- Att skapa en framtid. Anne Charlotte Leffler, kulturradikal, red. David Gedin, Claudia Lindén, Rosenlarvs förlag, Stockholm 2013. ISBN 978-91-977935-9-9

- Redaktör för, författare till Strindbergssällskapets hemsida (2009-)

- Mer fullständig publikations- och skriftförteckning i DIVA